# Leonardo Llorens
Leonardo (Lleonard) Llorens García (1946) es un profesor, botánico y farmacéutico español. Es catedrático en la Universidad de las Islas Baleares.

## Algunas publicaciones
- Tarmidi, A; C Cabot, JV Sibole, M Alorda, A Bennàssar, L Llorens García. 2005. Cuantificación mediante HPLC del contenido en flavonoides de "Hypericum balearicum" L. (Guittiferae). Bolletí de la Societat d'Història Natural de les Balears, ISSN 0212-260X, N.º 48, pp. 95-102

- Gil, L; C Cardona, L Llorens García. 2003. Notes florístiques de les Illes Balears (XV). Aportació al coneixement de la flora de Mallorca. Bolletí de la Societat d'Història Natural de les Balears, ISSN 0212-260X, N.º 46, pp. 29-36 Texto completo

- Pons, M; L Gil, C Cardona, L Llorens García. 1999. Notes florístiques de les Illes Balears (XII). Bolletí de la Societat d'Història Natural de les Balears, ISSN 0212-260X, N.º 42, pp. 79-84

- Llorens, L. 1980. Contribución al conocimiento de la flora balear. Bolletí de la Societat d'Història Natural de les Balears, ISSN 0212-260X, N.º 24, pp. 97-100

- ----. 1979. Nueva contribución al conocimiento de la flora balear. Mediterránea: serie de estudios biológicos, ISSN 0210-5004, N.º 3, pp. 101-122 Texto completo

- La abreviatura «L.Llorens» se emplea para indicar a Leonardo Llorens como autoridad en la descripción y clasificación científica de los vegetales.[1]